# 무평 (북제)
무평(武平, 570년 ~ 576년 12월)은 북제(北齊) 후주(後主) 고위(高緯)의 두번째 연호이다. 6년 11개월 동안 사용하였다. 
북제가 멸망한 이후 578년에 영주(營州)의 고보녕(高保寧)이 돌궐로 망명한 범양왕(范陽王) 고소의(高紹義)를 황제로 추대하였을 때 연호를 같은 무평으로 하기도 했다. 《북제서》나 《북사》에서는 별개의 연호로 보아 무평 원년으로 기록하였으나 《22사고이》(廿二史考異)에서는 후주 고위의 연호라고 고증하면서 무평 9년으로 기록하고 있다.

## 개원
- 천통(武平) 원년 1월 1일[1](570년 1월 22일)에 연호를 무평(武平)으로 개원함.[2][3][4][5]

- 무평(武平) 7년 12월 13일[6](577년 1월 17일)에 연호를 융화(隆化)로 개원함.[2][3][7][5]

## 연대 대조표
| 무평        | 원년           | 2년        | 3년                 | 4년        | 5년        | 6년        | 7년        | - | 9년        |
| 서기        | 570년          | 571년      | 572년               | 573년      | 574년      | 575년      | 576년      | - | 578년      |
| 간지        | 경인(庚寅)     | 신묘(辛卯) | 임진(壬辰)          | 계사(癸巳) | 갑오(甲午) | 을미(乙未) | 병신(丙申) | - | 무술(戊戌) |
| 북주 (北周) | 천화(天和) 5년 | 6년        | 7년 건덕(建德) 원년 | 2년        | 3년        | 4년        | 5년        | - | 7년        |
| 남진 (南陳) | 태건(太建) 2년 | 3년        | 4년                 | 5년        | 6년        | 7년        | 8년        | - | 10년       |
| 후량 (後梁) | 천보(天保) 9년 | 10년       | 11년                | 12년       | 13년       | 14년       | 15년       | - | 17년       |

## 동시대 연호

### 한국
신라(新羅)
- 대창(大昌) (568년 ~ 572년)
- 홍제(鴻濟) (572년 ~ 584년)

### 중국
남진(南陳)
- 태건(太建) (569년 ~ 582년)

북주(北周)
- 천화(天和) (566년 ~ 572년)
- 건덕(建德) (572년 ~ 578년)

후량(後梁)
- 천보(天保) (562년 ~ 585년)

고창국(高昌國)
- 연창(延昌) (561년 ~ 601년)

## 같이 보기
- 중국의 연호 목록